# Россия для русских

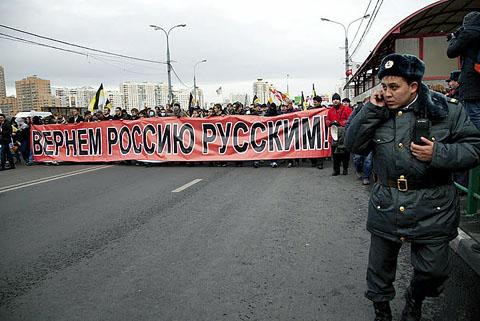
«Русский марш» в 2011 году в Москве

«Росси́я для ру́сских» (рус. дореф. Россiя для русскихъ) — политический лозунг русских националистов и националистическая доктрина, включающая в себя спектр идей от наделения этнических русских в России исключительными правами до изгнания всех представителей других этносов из страны и проведения этнических чисток.
Лозунг возник в Российской империи; первоначально был выдвинут черносотенцами, ультраправым течением, выступавшим с идеями самодержавия и православия. Затем стал общим для русских националистов принципом политического доминирования этнических русских в пределах империи. Принцип выражался в требованиях предоставления преимущественных прав этническим русским, понимаемым как русская нация. Приобрёл распространение в современной России, бросая вызов господствующему в России дискурсу мультикультурализма.
Смысловое содержание высказывания «Россия для русских!» — для русских, а не для представителей национальных меньшинств, — свидетельствуют, что данный лозунг направлен на дискриминацию людей по национальному признаку.

## До революции
Лозунг восходит к «Доктрине Монро» («Америка для американцев»), провозглашённой в 1823 году президентом США Джеймсом Монро в ежегодном обращении к Конгрессу США. Основные принципы доктрины были разработаны государственным секретарем Джоном Адамсом. Её причиной стало обсуждение участниками Священного союза возможного вмешательства европейских держав в войну за независимость испанских колоний на стороне Испании. Для предотвращения такого развития событий американские континенты были объявлены зоной жизненных интересов Соединённых Штатов. Какое-либо вмешательство европейской державы в дела американской страны следовало рассматривать как непосредственную агрессию против США. Факт заимствования лозунга «Россия для русских» в XIX веке был известен в печати. В России как консерваторы, так и либералы находили в лозунге нечто отвечающее их взглядам.
Выражение употребил консервативный публицист М. Н. Катков в статье № 264 «Московских ведомостей» от 1867 года, посвящённой вопросу колонизации Юго-Западного Кавказа, где автор требует колонизировать регион исключительно при помощи русского населения (взамен предполагаемой колонизации немцами, армянами и греками):

Недавно одна газета провозглашала с свойственным ей одушевлением: Россия для Русских! Вот Кавказ со своими минеральными богатствами, с своею местами почти тропическою растительностью, наконец с своим морским побережьем, ставший неотъемлемой частью России: для кого Кавказ?
Авторство собственно лозунга часто приписывают одному из идеологов черносотенства Владимиру Грингмуту, автору самой старой из известных публикаций с использованием этого лозунга:

«Россия — для русских», — таков лозунг Русской Монархической партии, ясно понимающей, что если предоставить Россию иноплеменникам, иноверцам и иностранцам, — то не только в России не будет Самодержавной Монархии, но не будет и самой России.
По другим версиям, лозунг появился в период царствования императора Александра III на основе его высказывания: «Россия должна принадлежать русским, и всякий, кто живёт на этой земле, обязан уважать и ценить этот народ». По словам генерала Алексея Куропаткина, Александр III выбрал «Россия для русских» своим девизом, поскольку считал необходимым удовлетворить народному чувству, по которому Россия должна принадлежать русским, освободить внешнюю политику России от опеки иностранных держав, упорядочить и скрепить внутренний строй управления, развить духовные и материальные силы русского народа.
Некоторые полагают, что автором является генерал Михаил Скобелев, которому приписываются слова: «Хочу написать на своём знамени: „Россия для русских и по-русски“, и поднять это знамя как можно выше!».
Лозунг «Россия для русских!» близок идеям Фёдора Достоевского, писавшего, что «хозяин земли русской — есть один лишь русский (великорус, малорус, белорус — это всё одно)».
В 1896 году в газете «Новое время» вышла анонимная статья, автор которой утверждал, что лозунг «Россия для русских» в реалиях России обладает иным смыслом, чем лозунг «Америка для американцев». Если второй стал ответом нового государства на планы европейских держав, которые рассматривают американские континенты как res nullius, незаселённые земли, которые возможно колонизировать, то первый возник, во-первых, из призыва к властям сосредоточиться на развитии России в ущерб внешнеполитическим авантюрам, во-вторых, как ответ на окраинные национализмы, которые выдвигают лозунги «Кавказ не для русских», «Финляндия не для русских», «Прибалтийский край не для русских».
«Национал-патриоты» начала XX века особо акцентировали внимание на том, что Россия является в первую очередь русским государством. Лозунг «Россия для русских!» стал для них непосредственным руководством к действию.
Лозунг стал центральной идеей черносотенцев. В 1906 году в Санкт-Петербурге и Харькове выходили газеты «Россия для русских».
Член партии октябристов И. И. Высоцкий в статье в газете «Русская беседа» № 9-11 за 1910 год, писал: «„Россия для русских“ значит то же, что „Англия для англичан“, „Америка для американцев“, „Франция для французов“ и т. д. …принцип этот, принят всеми культурными и передовыми странами… Это вовсе не означает угнетения и уничтожения других народностей, но это означает национальность государственности, то есть первенство и господство в государстве одной народности… Народности государственной, то есть создавшей государство, представляющей и одухотворяющей его, хотя бы эта народность являлась даже пришлой как в Америке». Также он отмечал, что в «Североамериканских Соединенных Штатах племенной состав так же пестр, как и у нас; однако это не мешает — несмотря на широкую свободу, „равноправность“ и республиканское правление — всей власти в государстве находиться в руках одной национальности — англо-американской (янки), которая первенствует и господствует везде и во всем и язык которой является государственным и общеобязательным».

## Постсоветский период
Русские этнические националисты обычно негативно воспринимают понятие «российский», считая, что «российскость» является своего рода субститутом «советскости». По их мнению, в истории СССР происходило постоянное подавление «русскости». Радикальные русские националисты рассматривают саму Россию как государство, политика которого направлена на ущемление интересов русского народа, поскольку, как выразился националист Алексей Широпаев, «Россия создавалась русскими, но не для русских». «Россия для русских» стал одним из лозунгов, продвигаемых радикальными националистическими организациями через свои действия, не всегда мирные.
Ряд элементов государственной национальной политики России, которые зафиксированы в документах государственного планирования, включая поощрение миграции в качестве важного элемента функционирования российской экономики, как и процессы интеграции мигрантов в российское общество, для ряда националистических сторонников лозунга «Россия для русских» выступает основой их мигрантофобии, причём они относятся негативно не только к внешним мигрантам, но и внутренним.
С 2006 года фраза является девизом националистической организации Движение против нелегальной иммиграции (ДПНИ).
Согласно одному из вариантов толкования, лозунг понимается как идея России с опорой на русских по принципу «что хорошо этническому русскому большинству, то хорошо всему населению России».
В 2009 году один из ведущих американских центров изучения общественного мнения Исследовательский центр Пью провёл социологическое исследование, приуроченное к 20-летию падения Берлинской стены. Одним из вопросов для россиян был об отношении к лозунгу «Россия для русских». Как сообщается, с ним согласились 54 % опрошенных.
В декабре 2010 года лозунг «Россия для русскихъ» (с твёрдым знаком на конце) был включён в российский Федеральный список экстремистских материалов (п. 866, по решению Черемушкинского районного суда города Москвы). В докладе центра «Сова» отмечено: «непонятно, запрещён ли лозунг в своем обычном написании или только с буквой „ъ“».

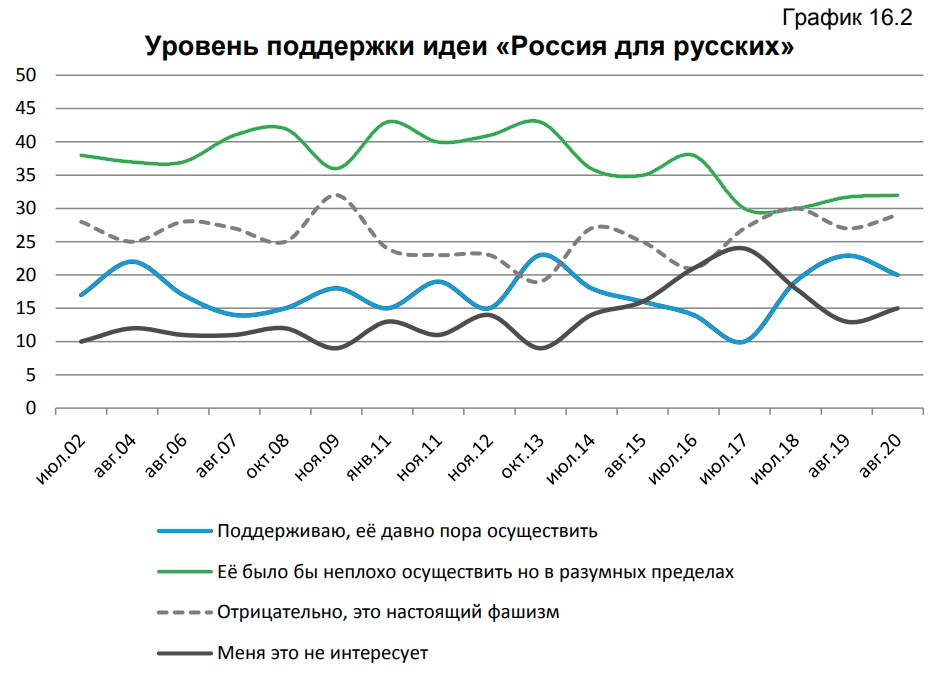
Уровень поддержки идеи «Россия для русских» (Левада-центр, 2020)

Лозунг имел поддержку не только среди русских, но у представителей традиционных для России меньшинств и пользовался в 2000-х годах возраставшей популярностью. По данным «Левада-центра» в ноябре 2012 года только 23 % респондентов отнеслись к нему отрицательно, полагая, что это «настоящий фашизм» — против 30 % согласно данным 1998 года.
Согласно соцопросу «Левада-центра» 2013 года, 19 % опрошенных заявили, что часто слышали лозунг «Россия для русских», время от времени с ним сталкивались 33 % респондентов. Указанный призыв «определённо поддерживают» 21 % россиян и «скорее поддерживают» 27 %. Против лозунга выступили 42 % опрошенных. Спустя три года в опросе Левада-центра 14 % респондентов поддержали лозунг, 38 % заявили, что «скорее поддерживают», 21 % высказались против лозунга.
Во многих направлениях славянского неоязычества (родноверия) славянам или русским приписывается историческое и культурное или расовое превосходство над другими народами. Эта идеология включает русское мессианство, русский народ считается единственной силой, способной противостоять мировому злу и повести за собой остальной мир. «Арийская» идея ставит перед Россией задачу построения аналога «Четвёртого рейха», новой «арийской» империи мирового масштаба. Русский арийский миф отвергает любые территориальные споры, поскольку русский народ изображается абсолютно автохтонным на всей территории Евразии. Реже встречается модель этнонационального государства, связываемого с сепаратизмом отдельных русских регионов. Предполагается раздробление России на несколько русских национальных государств, лишённых этнических меньшинств. В обоих случаях считается, что сплочение общества в новом государстве должно строится на единой «родной вере».

## Критика
Девиз вызывает острую критику почти с начала своего существования, в том числе со стороны некоторых русских националистов. Так, черносотенец Г. А. Шечков утверждал, что во-первых, лозунг не является самобытным, а скопирован с западных аналогов («Англия для англичан», «Германия для немцев» и т. п.), а во-вторых, что русским недостаточно одной кровной связи: «У нас на первом месте связь духовная. Мы прежде всего православные, а потом уже великорусы, грузины, малорусы, молдаване, литовцы, белорусы и т. д.».
Историк, лидер партии кадетов Павел Милюков в 1912 году, выступая в Государственной думе, в пику националистическим правым партиям, которые отстаивали лозунг «Россия для русских», заявил: «Вы говорите „Россия для русских“, но кого вы подразумеваете под „русским“? Вы должны говорить „Россия только для великороссов“, потому что то, что вы не даете мусульманам и евреям, вы также не даете своим ближайшим родственникам — Украине».
Для большинства этнических русских уже в XIX веке националистический лозунг «Россия для русских» не являлся актуальным, в результате чего стремление властей осуществить русификацию даже европейских частей империи не привело к успеху. Подобный национализм сверху фактически осуществлялся только властями империи. Русскому народу он был непонятен и не воспринимался русскими как действия, которые позволят создать этнократическое государство.
18 декабря 2003 года президент России Владимир Путин, отвечая на вопросы россиян в прямом эфире, следующим образом прокомментировал лозунг:

Тот, кто говорит: «Россия — для русских», — знаете, трудно удержаться, чтобы не давать характеристики этим людям, — это либо непорядочные люди, которые не понимают, что говорят, и тогда они просто придурки, либо провокаторы, потому что Россия — многонациональная страна.
В феврале 2021 года Путин назвал эти слова лозунгом «пещерного национализма».
Публицист и психолог Леонид Радзиховский на страницах «Российской газеты» писал, что призыв «Россия для русских» предполагает принадлежность России «нерусским», то есть затрагивает вопрос дискриминации русских в России.
Ряд современных идеологов русского национализма отвергают лозунг «Россия для русских» как противоречащий интересам русского народа и ведущий к развалу России на отдельные этнические территории.

## В искусстве
- «Россия для русских» — песня группы ХорСС.

## В компьютерных играх
- «Россия для русских» — лозунг неонацистского государства Четвёртый Рейх в компьютерной игре Metro 2033.